# راديو هيتس
راديو هيتس (بالإنجليزية:  Radio Hits)‏ إذاعة شبابية تبث مزيج من الأغاني العربية والإنجليزية على مدار 24 ساعة، تبث داخل مصر على تردد 88.2 إف إم راديو هيتس إحدي إذاعات راديو النيل.
في 24 يوليو 2010 انطلق البث التجريبي لكل من إذاعة راديو هيتس على تردد 88.2 و إذاعة ميجا إف إم على تردد 92.7 ضمن باقة إذاعات شبكة راديو النيل التي يرأسها الإذاعي طارق أبو السعود .
- تهتم إذاعة «راديو هيتس» بمخاطبة الشباب من المراهقين وعرض الأغاني والمواد التي تناسب أعمارهم

## المحطات التابعة
- نغم إف إم
- شعبي إف إم
- ميجا إف إم